# 湖南美術出版社
湖南美術出版社（こなんびじゅつしゅっぱんしゃ、略称：湘美）は1980年5月に設立された、中華人民共和国の美術作品の出版社である。
ISBNコードは978-7-5356。
2010年から、責任を負って広州天聞角川動漫が紹介したライトノベルを出版し、将来、中華人民共和国で主要なライトノベルの出版社の1つになることを目標としている。

## 基礎データ
- 創立：1980年5月
- 所在地：中華人民共和国湖南省長沙市雨花区東二環一段622号
- 郵便番号：410016
- 電話番号：+86-731-84787042
- 代表取締役社長：李小山（Li Xiaoshan）
- 産業:美術類図書出版業